# Тьене, Сьяка
Сьяка́ Шико́ Тьене́ (фр. Siaka Chico Tiéné; 22 февраля 1982, Абиджан) — ивуарийский футболист, левый защитник. Выступал в национальной сборной Кот-д’Ивуара.

## Клубная карьера
Профессиональную карьеру Тьене начал в ивуарийском клубе «АСЕК Мимозас», затем два сезона провёл в южноафриканском «Мамелоди Сандаунз». В 2005 году Тьене перебрался в Европу, перейдя во французский «Сент-Этьен», однако, не сумев в нём завоевать место в основном составе и проведя год в аренде в «Реймсе», Тьене в 2008 году перешёл в «Валансьен». В «Валансьене» Тьене являлся игроком основы, проведя за два сезона 57 игр в Лиге 1, после чего, в 2010 году, перешёл в «Пари Сен-Жермен». Сумма компенсации составила 1,5 млн €.

## Карьера в сборной
В национальной сборной Сьяка Тьене выступает с 2005 года, проведя в её составе 61 матчей и забив в них 2 гола. Тьене принимал участие в Кубках африканских наций 2006, 2008 и 2010 годов, значится он и в заявке Кот-д’Ивуара на чемпионат мира 2010. Принимал участие в 7 Кубках африканских наций (2002, 2006—2015).